# Deutsche Post
Deutsche Post AG — холдинговая компания группы Deutsche Post DHL; группа включает немецкую почтовую службу Deutsche Post и международную транспортную и логистическую компанию DHL. Штаб-квартира расположена в Бонне, Германия. Компания основана в 1995 году на базе главных почтовых дирекций бундеспочты.

## История
Годом основания почты Германии считается 1490, когда император Максимилиан I поручил Францу фон Таксису организовать службу доставки императорской корреспонденции в крупнейшие города Европы. Почта Турн-и-Таксис сохраняла монополию на почтовые услуги на территории современной Германии вплоть до 1867 года, когда была поглощена почтовой службой Пруссии. В 1870 году была создана единая почтовая служба Германии Deutsche Reichspost и введены в обращение единые марки. С 1876 года немецкая почта начала развивать телеграфную сеть, за 20 лет по всей Германии было открыто 17 тыс. телеграфных отделений. Телефонная связь начала развитие в 1880 году, также под эгидой Deutsche Reichspost. Ещё одним направлением деятельности почты стала доставка выплат социального обеспечения (эта функция существовала до 1960-х годов, когда была заменена на безналичные рассчёты). С 1912 года Reichspost получила право принимать депозитные вклады и оказывать другие финансовые услуги. В 1923 году под контроль Reichspost было передано радио, а в 1928 году — телевидение.
В 1949 году немецкая почта была разделена на две части: Deutsche Post в ГДР и Deutsche Bundespost в ФРГ. В 1989 году Deutsche Bundespost была реорганизована в три государственных предприятия: Deutsche Bundespost Telekom (телекоммуникации), Deutsche Bundespost Postbank (почтовый банк) и Deutsche Bundespost Postdienst (почтовая служба). 17 мая 1990 года почтовые службы ФРГ и ГДР были объединены в Deutsche Bundespost, которая 2 января 1995 года была переименована в Deutsche Post AG. В конце 1990-х годов Deutsche Post начала приобретать компании по доставке посылок в Европе и США, крупнейшей покупкой стала швейцарская компания Danzas в 1999 году.
20 ноября 2000 году акции Deutsche Post AG были размещены на бирже. В 2002 году была куплена логистическая компания DHL, в 2003 году в неё были влиты Euro Express и Danzas. В декабре 2005 года за 5,5 млрд евро была куплена британская логистическая компания Exel. В 2012 году в шанхайском аэропорту Пудун был открыт крупнейший в Азии логистический хаб DHL. В 2014 году был куплен немецкий производитель электромобилей StreetScooter, к 2022 году у Deutsche Post было 24 тыс. электрических грузовиков, из них большинство производства StreetScooter. В 2016 году была куплена британская почтовая компания UK Mail. В 2022 году была куплена компания JF Hillebrand, специализирующаяся на доставке напитков и других жидкостей.

## Собственники и руководство
По состоянию на конец 2022 года основным акционером компании был банк KfW (20,49 %), который, в свою очередь, принадлежит государству ФРГ (80 %) и немецким землям (20 %). Казначейские акции составляли 3,25 %, а остальные 76 % акций котируются на Франкфуртской фондовой бирже. Рыночная капитализация на 18 сентября 2023 года составляла 52 млрд евро.
- Николаус фон Бомхард (Dr Nikolaus von Bomhard, род. в 1956 году) — председатель наблюдательного совета.
- Тобиас Майер (Dr Tobias Meyer, род. в 1975 году) — председатель правления с 4 мая 2023 года[2].

## Деятельность
Подразделения по состоянию на 2022 год:
- Express — международная экспресс-доставка писем и посылок (DHL), представлена в 220 странах и территориях, обслуживает 3 млн клиентов в год, 120 тыс. сотрудников, 148 тыс. точек облуживния, более 300 самолётов, 29 % выручки;
- Global Forwarding, Freight — международная доставка грузов воздушным, морским и наземным транспортом (DHL), обслуживает 250 тыс. клиентов в год, около 200 грузовых терминалов, 49 тыс. сотрудников, 31 % выручки;
- Supply Chain — логистика (транспортные и складские услуги, DHL), 15 млн м² складских помещений в 50 странах, 10 500 грузовиков, 185 тыс. сотрудников, 17 % выручки;
- eCommerce Solutions — доставка посылок в США и некоторых странах Европы и Азии (DHL), 40 тыс. сотрудников, 6 % выручки;
- Post & Parcel Germany — почтовые услуги в Германии (Deutsche Post), 62 % рынка почтовых услуг Германии, 192 тыс. сотрудников, 17 % выручки.

В 2022 году на Германию пришлось 23 % выручки группы, на остальную Европу — 29 %, на Америку — 24 %, на Азиатско-Тихоокеанский регион — 19 %, на Ближний Восток и Африку — 4 %.
В 2023 году Deutsche Post заняла 154-е место в списке крупнейших публичных компаний мира Forbes Global 2000 (9-е из числа компаний Германии в этом списке).